# Olari Elts

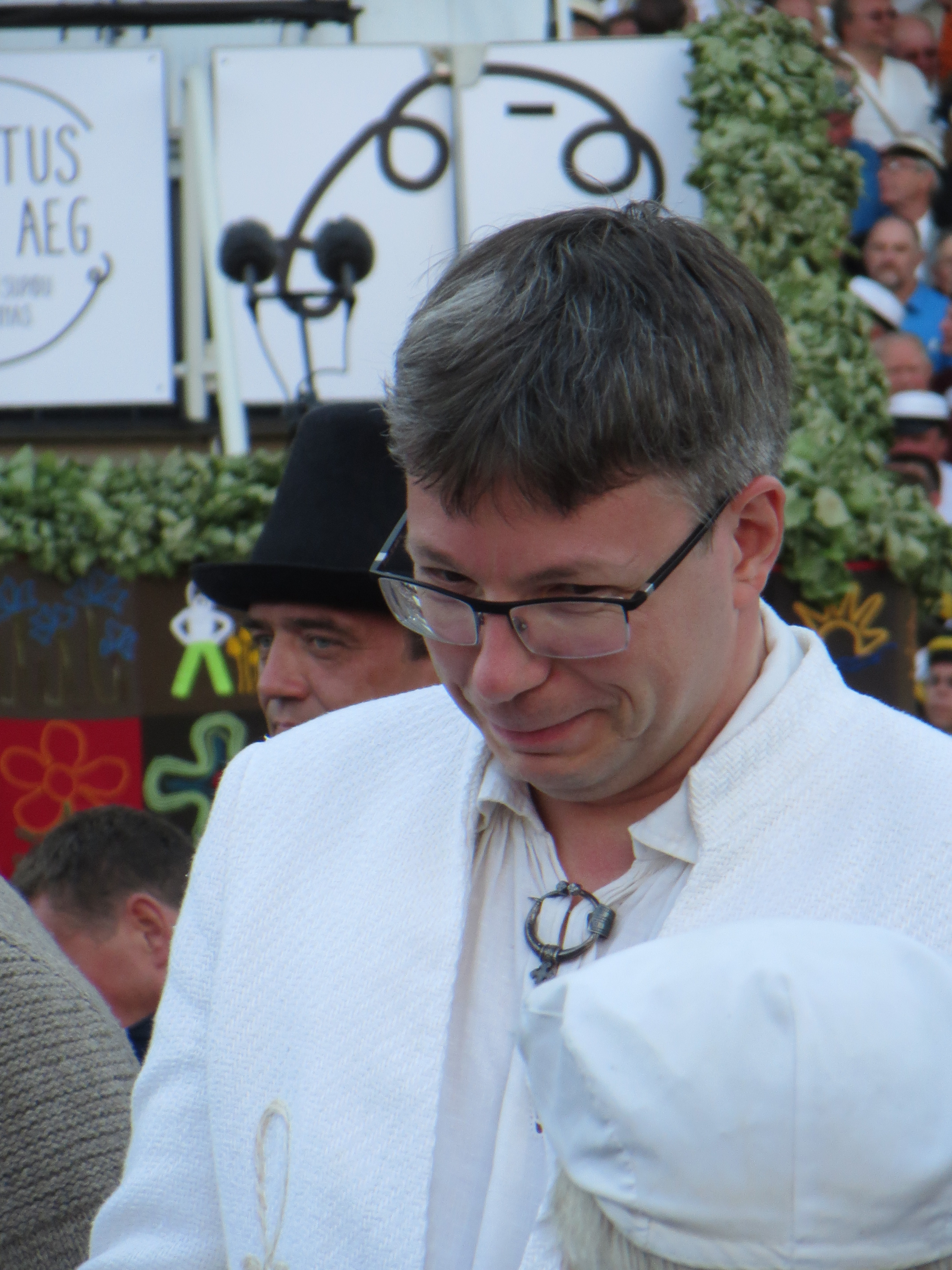
Olari Elts (2014)

Olari Elts (* 27. April 1971 in Tallinn, Estnische SSR, Sowjetunion) ist ein estnischer Dirigent. 

## Leben
Olari Elts begann eine Ausbildung zum Chordirigenten an der Estnischen Musikakademie bei Kuno Areng in den Jahren 1993 bis 2000 und erlernte danach das Dirigieren von Orchestern an der Wiener Musikakademie bei Uroš Lajovic und erneut der Estnischen Musikakademie bei Roman Matsov und Eri Klas. Zudem ließ er sich von Jorma Panula unterrichten und besuchte Meisterklassen bei Esa-Pekka Salonen und Neeme Järvi.
Von 2001 bis 2006 war er Generalmusikdirektor des Lettischen Nationalen Sinfonieorchesters. Daneben und danach trat er mit zahlreichen Orchestern von internationalem Rang auf, in Deutschland mit den Dresdner Sinfonikern, dem Deutschen Symphonie-Orchester Berlin und den Radio-Sinfonieorchestern Frankfurt und Stuttgart. Regelmäßig betätigt er sich auch als Operndirigent an der Estnischen Nationaloper in Tallinn. 
Elts ist Leitender Dirigent des 1993 von ihm begründeten NYYD Ensemble, welches sein Hauptaugenmerk auf die Aufführung zeitgenössischer Musik des 20. und 21. Jahrhunderts richtet. Er ist auch künstlerischer Leiter der Kymi Sinfonietta.
Zur Saison 2020/21 übernimmt er den Chefdirigentenposten beim Estnischen Nationalen Symphonieorchester.

## Preise und Ehrungen
- 1999 Jorma-Panula-Preis, Finnland
- 2000 Erster Preis im Internationalen Sibelius-Dirigenten-Wettbewerb
- 2001 Orden des weißen Sterns in der 4. Kategorie der Republik Estland
- 2019 Estnischer Musikpreis[3]